# Krzyż papieski
Krzyż papieski lub ferula – zakończony krzyżem pastorał papieski. W heraldyce krzyżem papieskim określa się formę krzyża z trzema poprzeczkami, którą mogli posługiwać się papieże w swoich herbach.
Krzyżem papieskim może być również oznaczona świątynia, która podlega bezpośrednio władzy papieskiej z pominięciem lokalnej władzy kościelnej (podobnie jak krzyż kardynalski, z dwiema poprzeczkami, wyłącza świątynię spod władzy biskupa). W Polsce tym mianem określa się również krzyże ustawione na miejscu odprawiania mszy przez papieża Jana Pawła II podczas jego wizyt w kraju lub krzyże przez niego poświęcone.

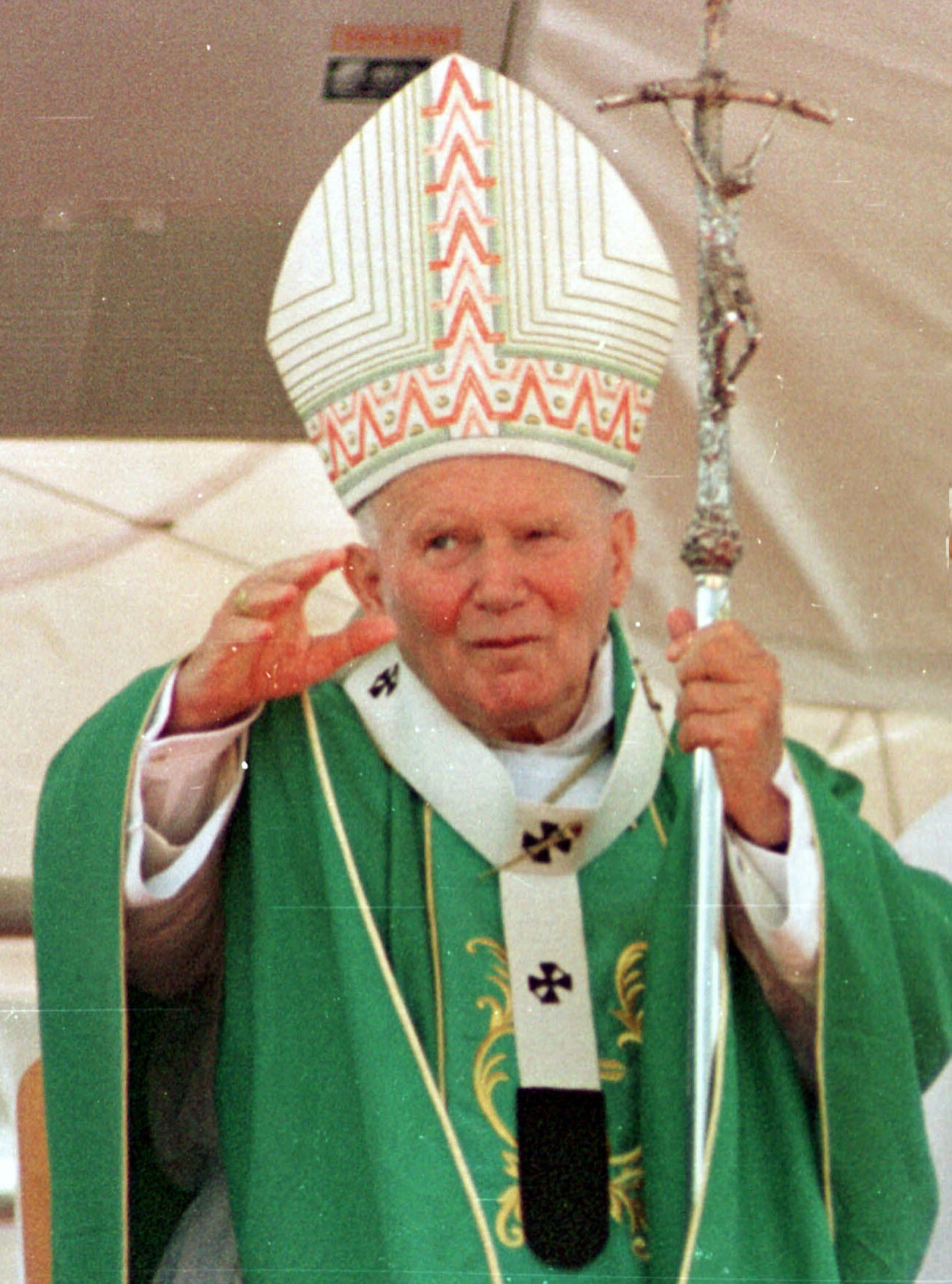
Papież Jan Paweł II z ferulą w dłoni
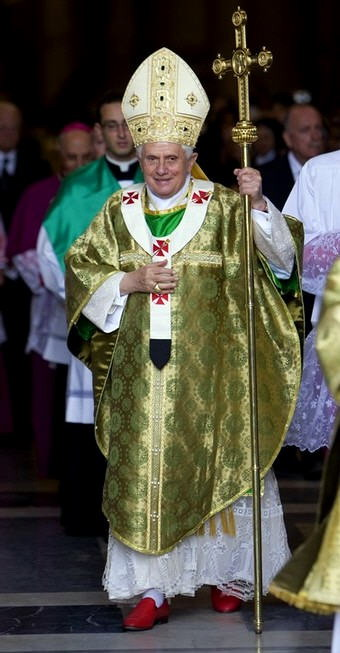
Papież Benedykt XVI trzymający w dłoni ferulę Piusa IX
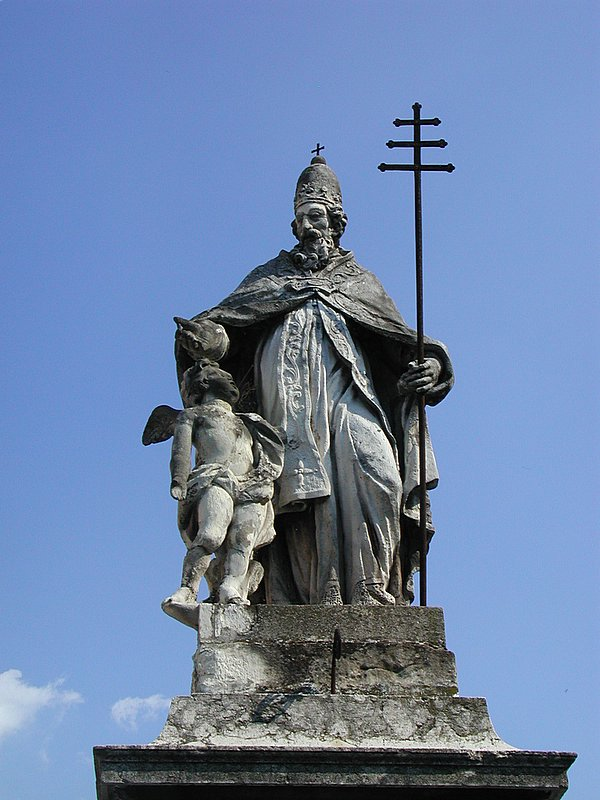
Statua papieża Sylwestra I w Mantui z ferulą w dłoni
Krzyż papieski w heraldyce
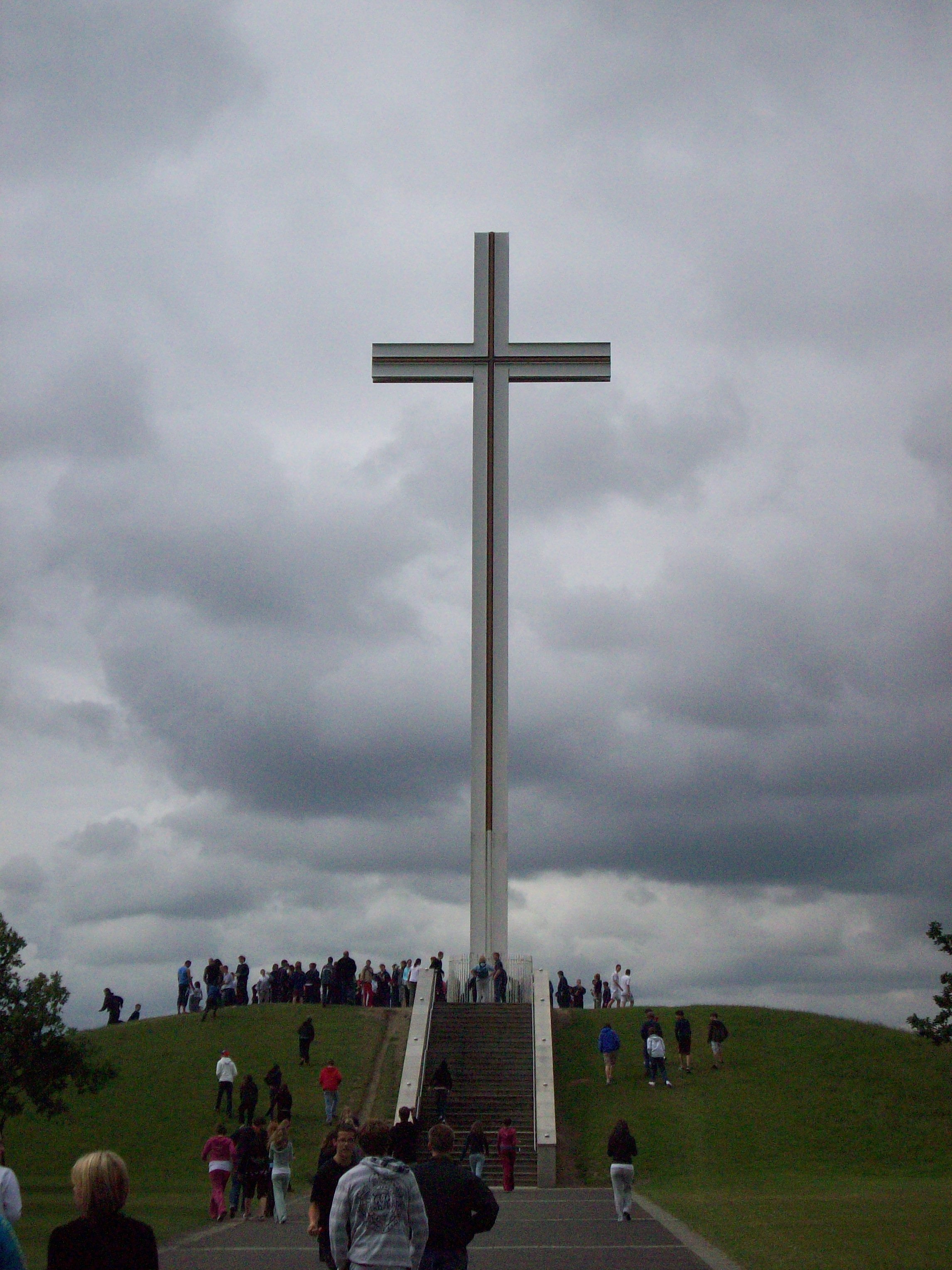
Krzyż papieski w Dublinie
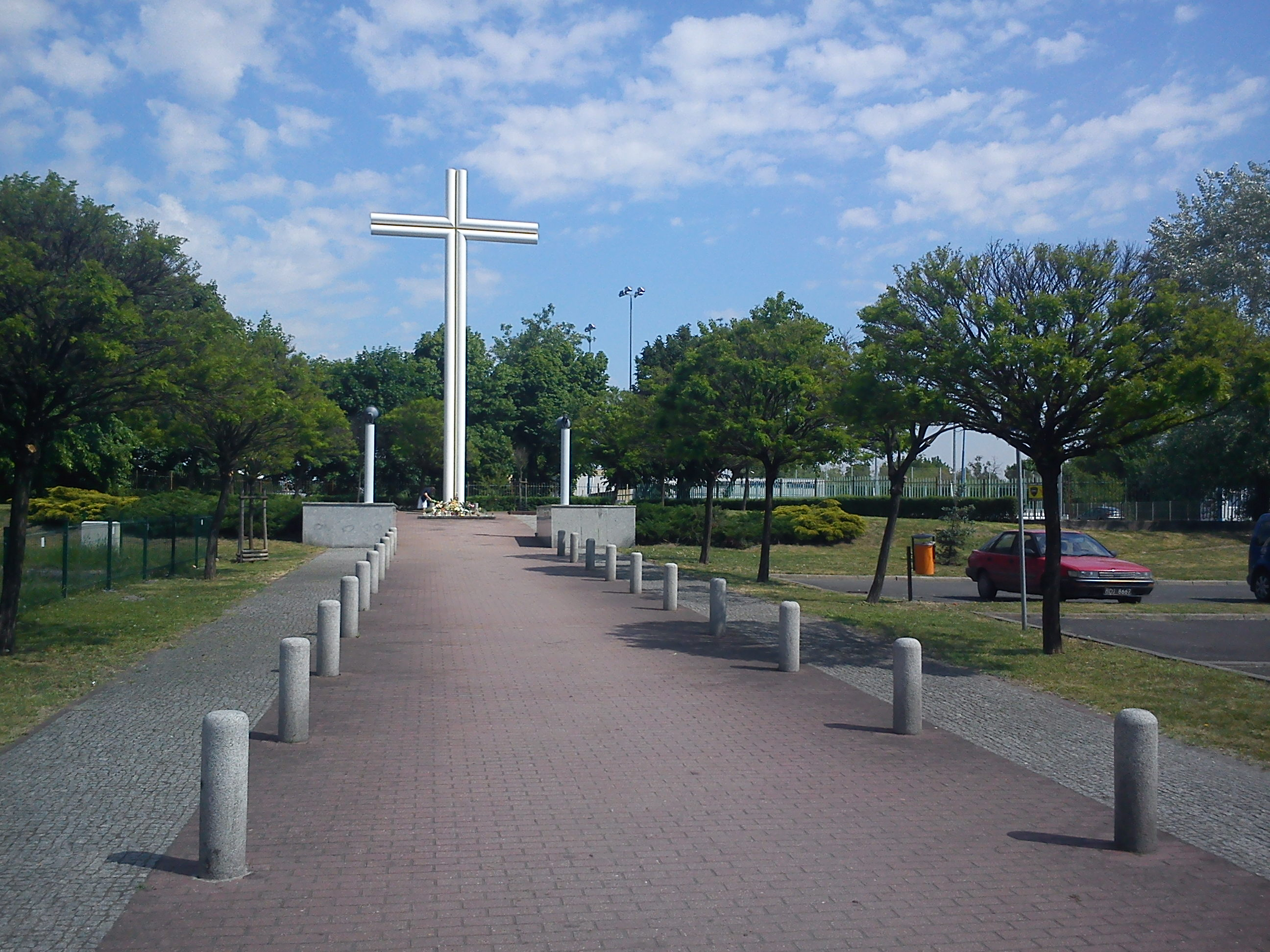
Krzyż Papieski w Poznaniu